# イラク海軍艦艇一覧
イラク海軍艦艇一覧は、イラク共和国海軍が過去保有した、または現在保有する、または将来保有する予定の、未完成・計画中止を含めた歴代艦艇一覧である。
凡例

## 現有勢力（2024年現在）
- 国防予算：87億ドル[1]
- 海軍人員：2,200名[1]
- 艦船隻数：25隻（排水量20t以上）[1]
  - 哨戒艦×2[1]
  - 哨戒艇×23[1]

## 艦艇一覧（近代海軍）

### 哨戒艦艇

#### 哨戒艦
- 『Riverhawk』型 - 0隻（2隻建造中）

#### 哨戒艇
- Fateh級 - 4隻:（Fateh）、（Nasir）、（Majed）、（Shimookh）
- Predator級 - 5隻:P101-105
- 『Swiftships 35メートル』型 - 9隻（3隻建造中、3隻計画中）:PB301-309
- 旧・伊『200』型 - 2隻:旧・『CP250』、旧『CP247』
- 旧・伊『2010』型 - 4隻
  - 旧・『CP2036』、旧・『CP2037』、旧・『CP2067』、旧・『CP2069』
- 『Defender 2710』型 - 26隻　※ Response Boat
- 『タイプ55SAT』型 - 3隻：P-1011、P-1012、P-1013[2]

#### 高速艇
- 『Sea Spray』型 - 24隻:F1-24